# E75
La ruta E75 forma part de la xarxa de carreteres europees, que és una sèrie de carreteres principals d'Europa.
L'E75 comença a Vardø, Noruega al mar de Barents i es dirigeix al sud travessant Finlàndia, Polònia, República Txeca, Eslovàquia, Hongria, Sèrbia i Macedònia del Nord fins a Sitia, Grècia a l'illa de Creta a la mar Mediterrània.
Des de començaments dels anys 1990 fins al 2009, no hi va haver una connexió per ferri entre Hèlsinki i Gdańsk. Malgrat tot, Finnlines va començar un servei regular entre Hèlsinki i Gdynia. També és possible prendre un ferri des de Hèlsinki fins Tallin i conduir per la E67 des de Tallin a Piotrków Trybunalski a Polònia i continuar amb l'E75.
L'Agència Europea de Reconstrucció, una de les Agències de la Unió Europea, ha contribuït a la reconstrucció de l'E75 a la Macedònia del Nord.
Les principals ciutats a l'E75 són:
Vardø – Vadsø – Nesseby – Varangerbotn – Tana – Utsjoki – Inari – Ivalo – Sodankylä – Rovaniemi – Kemi – Oulu – Jyväskylä – Heinola – Lahti – Helsinki … Gdynia - Gdańsk – Toruń – Włocławek - Łódź – Piotrków Trybunalski – Częstochowa – Katowice – Bratislava – Győr – Budapest – Szeged – Subotica – Novi Sad – Belgrad – Niš – Leskovac – Kumànovo – Skopje – Guevguèlia – Tessalònica – Làrissa – Làmia – Atenes … - Sitia